# NGC 4844
NGC 4844 је појединачна звезда у сазвежђу Девица која се налази на NGC листи објеката дубоког неба.
Деклинација објекта је - 13° 4' 46" а ректасцензија 12h 58m 8,4s. Привидна величина (магнитуда) објекта NGC 4844 износи 13,1 а фотографска магнитуда 15,3.